# کمیل جامالودینوف
کمیل جامالودینوف (انگلیسی: Kamil Djamaloudinov؛ زادهٔ ۱۵ اوت ۱۹۷۹) ورزشکار بوکس اهل روسیه است.
وی در مسابقات کشوری و بین‌المللی در مجموع برندهٔ ۱ مدال نقره، ۱ مدال برنز شده‌است.